# Sycronomica
Sycronomica ist eine Melodic-Black-Metal-Band aus München, die 1996 gegründet wurde.

## Geschichte
Anfangs spielten Sycronomica nur Coversongs. Nach kurzem folgten eigene Kompositionen, die 1998 auf einer Demo-CD mit dem Namen Durch das Geäst aufgenommen wurden. Es folgten Line-up Schwierigkeiten und Sycronomica mussten übergangsweise sogar auf einen Drumcomputer zurückgreifen.
Im Februar 2000 stieß der Sänger Oliver Walther zur Band. Nach dem Ausscheiden  des Gründungsmitglieds und Bassisten Leo Iafrate, wurde dieser zuerst durch Max Marquardt ersetzt, später folgten weitere Besetzungswechsel. Mit nun technisch komplexeren Liedern nahmen Sycronomica 2000 und 2002 noch zwei Demos auf.
2004 wurde dann das Debütalbum Paths in den Helion Studios (München) produziert und über Black Attakk/Soulfood veröffentlicht. Beteiligt waren dabei unter anderem Seref Alexander Badir (The Helions), René Berthiaume (Equilibrium) und Tommy Hermann (Darkseed).
2006 wurde ein weiteres Album namens Gate produziert, unter Beteiligung des 2004 neu dazu gestoßenen Gitarristen Johannes Jüde. Die neue CD erschien beim Plattenlabel Armageddon Music, heute Wacken-Records. 2007 trat Sycronomica unter anderem auf dem Summer Breeze und dem Ragnarök-Festival auf.
Die Arbeiten an ihrem dritten Album Sycroscope haben die Bayern im September 2009 abgeschlossen. Dieses wirkt noch komplexer und feinspuriger als seine Vorgänger.
Momentan haben Sycronomica die Kompositionen für ihr viertes Studioalbum abgeschlossen und werden im Herbst 2015 ins Studio gehen, um ihr viertes Studioalbum aufzunehmen, das 2016 erscheinen wird.

## Diskografie

### Alben
- Paths (November 2004)
- Gate (November 2006)
- Sycroscope (Oktober 2009)

### EPs
- Neverest (April 2013)